# Histoire des auberges de jeunesse luxembourgeoises
 (mars 2025).
Motif : Aucune source, un seul interwiki (wiki en luxembourgeois), probablement une synthèse inédite
- Archive Wikiwix
- Bing
- Cairn
- DuckDuckGo
- E. Universalis
- Gallica
- Google
- G. Books
- G. News
- G. Scholar
- Persée
- Qwant
- (zh) Baidu
- (ru) Yandex
- (wd) trouver des œuvres sur Wikidata

| 1. | Préciser le motif de la pose du bandeau. | Précisez le motif de la pose du bandeau en utilisant la syntaxe suivante : {{admissibilité à vérifier\|date=mars 2025\|motif=remplacez ce texte par le motif}}                                                          |
| 2. | Informer les utilisateurs concernés.     | Pensez à avertir le créateur de l'article, par exemple, en insérant le code ci-dessous sur sa page de discussion : {{subst:avertissement admissibilité à vérifier\|Histoire des auberges de jeunesse luxembourgeoises}} |

L'histoire des auberges de jeunesse luxembourgeoises débute en 1933.

## Création
La première auberge de jeunesse luxembourgeoise fut inaugurée en 1933. Grâce à l’initiative du professeur P.J. Müller et du secrétaire général de la fédération des villes et centres touristiques de Luxembourg, Jérôme Anders, la première auberge de jeunesse ouvrit ses portes à Steinfort. Durant  la première année,  cette auberge enregistra 54 nuitées.
Le 19 avril 1934 eut lieu la première assemblée constitutive de la ligue nationale luxembourgeoise pour les auberges de jeunesse. Le Gouvernement et l’Arbed ont soutenu cette ligue par des aides financières. Pour cette raison une deuxième auberge a fêté son ouverture peu après à Remich, une troisième à Clervaux et encore une quatrième à Mersch. De ce fait, la ligue nationale luxembourgeoise pour les auberges de jeunesse est devenue membre de l’International Youth Hostel Federation.
En 1936 suivit Kautenbach avec plus de 200 lits et était par conséquent  la plus grande auberge dans le pays. Durant  cette même année, des auberges furent créées à Born et Rodange et en 1937 eut lieu l’ouverture de l'auberge de jeunesse à Vianden.
La fondation du club « Ajisten » en 1939 était un événement de grande importance. Le but des ajistes était de rendre les auberges plus attractives en développant un programme d’animation et d’activités différentes. Carlo Hemmer, un homme très engagé, était membre fondateur de ce club qui comptait déjà 309 membres dans la première année.
Malgré la guerre en 1940, la première édition du De Kompass (organe officiel de la ligue nationale luxembourgeoise pour les auberges de jeunesse) était publiée grâce à l’initiative de Carlo Hemmer.
Six auberges ont fait partie du premier réseau national des auberges :
Ettelbruck, Luxembourg-ville, Neimillen, Rodange, Wiltz et Born.

## Après-guerre
En 1946, le comité provisoire convoqua une assemblée constitutive pour s’occuper du renouvellement de la centrale des auberges. Centrale des auberges de jeunesse luxembourgeoises (CAJL) était le nouveau nom choisi par le comité de l’ancienne ligue nationale luxembourgeoise pour les auberges de jeunesses.
L’association  prit une décision marquante en 1949 afin que le nombre de nuitées et de nouveaux membres augmente. On recruta un collaborateur qui par la suite était responsable du secrétariat : des brochures sur les auberges, des dépliants de publicités et des formulaires pour les membres furent publiés. En plus, des randonnées guidées, des vacances à l’étranger et des randonnées durant le weekend faisaient  partie du programme.
En 1959/61 une bonne période commença pour les ajistes. Le président Carlo Hemmer et son secrétaire général Ed Nicolay contribuèrent à une atmosphère de tranquillité et une certaine régularité qui étaient nécessaires pour la gestion.  Peu de temps après de nouvelles auberges ont fêté leur ouverture : Bourglinster, Echternach, Beaufort et Bettembourg.
En 1964 le service national de la jeunesse (SNJ) fut mis en place à la suite de la pression des responsables de l’auberge. Jusqu’à ce jour le SNJ représente un partenaire important pour le CAJL.
Les années 1970 représentaient une bonne période pour les auberges au Luxembourg : on compta 100 000 nuitées et plus de 4 000 membres, ceci contrairement aux années 1990 où on était confronté à une certaine morte-saison.
Au milieu des années 1990, les règlements  des auberges furent améliorés : Le règlement interne trop  rigide fut contesté et on commença à développer des programmes d’activités.
Ces activités étaient organisées par le Service Nationale de la Jeunesse, le Service des Sports et le Groupe Animateur. 
La Fondation des auberges luxembourgeoises fut  constituée en 1986, grâce à l’initiative de Carlo Hemmer. Cette fondation, nécessaire pour la stabilité économique, adopta plus tard le nom de son fondateur. Elle  commença à financer de grandes rénovations et en même temps eut l'idée de sensibiliser des projets dans le domaine de l’animation, de voyages d’étudiants et d’activités. La limite d’âge fut abolie durant  la même période. 
Depuis ce temps là, les centres de jeunesse de Marienthal (1992) et d’Eisenborn (1996) sont gérés par le Service National de la Jeunesse. En 1993, on compta 130 000 nuitées à cause de l’extension du réseau des auberges luxembourgeoises et l’augmentation de l’attractivité de la ville de Luxembourg.
Par contre, en 1995 une étude externe montra la nécessité de rénovations à la suite d'une baisse progressive des nuitées et des membres. Par la suite une mauvaise atmosphère commença à régner parmi les organisateurs. 
En 1996, le conseil d’administration fut remplacé par une nouvelle équipe. Cette équipe avait comme but la modernisation, le renforcement du marketing et la professionnalisation de la structure entière. Le nouveau secrétariat se concentra plus sur la publicité au Luxembourg et à l’étranger. Une restructuration de la comptabilité permit un contrôle plus rapide de la situation financière interne.
Le Gouvernement et les communes ont rendu possibles les rénovations et la construction de nouvelles auberges : Vianden (rénovation en 2004), Wiltz (rénovation en 2005), Luxembourg-ville (rénovation en 2005), Echternach (construction en 2006), Remerschen (construction en 2007). Depuis ce temps là,  les auberges jouent également un rôle important dans le domaine social : ils aident les communes à créer des  maisons relais, des  crèches, des maisons de la jeunesse respectivement  des cantines sur le site des auberges de jeunesse.
Néanmoins il ne faut pas négliger le fait que certaines auberges ont dû fermer comme : Ulfingen (en 2000), Grevenmacher (en 2003) et Ettelbruck (en 2004). 
L’année 2007 marqua l’année-record pour les auberges : on compta 141 452 nuitées au sein des auberges de jeunesse luxembourgeoises.

## Auberges de jeunesse actuelles
- Beaufort (62 lits, ouvert toute l'année)
- Echternach (118 lits, ouvert toute l'année)
- Esch-sur-Alzette (122 lits, ouvert toute l'année)
- Hollenfels (actuellement fermée pour travaux de rénovation)
- Larochette (77 lits, ouvert toute l'année)
- Lultzhausen (111 lits, pas ouvert une partie de l'année)
- Luxembourg-ville (249 lits, ouvert toute l'année)
- Schengen/Remerschen (138 lits, ouvert toute l'année)
- Vianden (66 lits, ouvert une partie de l'année)

## Liste des présidents du CAJL
- 1946-1959 : Pierre Frieden
- 1960-1984 : Carlo Hemmer
- 1984-1986 : Gaby Muller-Künsch
- 1986-1996 : Carlo Meintz
- 1996-2005 : Guy Schintgen
- dès 2005 : Romain Weis

## Établissements sociaux
Dès 2004, des établissements sociaux sont guidés par la centrale des auberges et les communes. Ces maisons ont une convention avec le Ministère de la famille.
- Crèche Krunnemécken
- Maison Relais Schengen
- Jugendhaus Larochette
- Jugendhaus Vianden
- Maison Relais / Crèche Beaufort
- Maison Relais / Crèche Larochette